# Березовка (Репкинский район)
Березовка (укр. Березівка) — село в Репкинском районе Черниговской области Украины. Население 59 человек. Занимает площадь 0,17 км².
Код КОАТУУ: 7424488802. Почтовый индекс: 15044. Телефонный код: +380 4641.

## Власть
Орган местного самоуправления — Смолиговский сельский совет. Почтовый адрес: 15044, Черниговская обл., Репкинский р-н, с. Смолиговка, ул. Черниговская, 15.